# 셰우 한

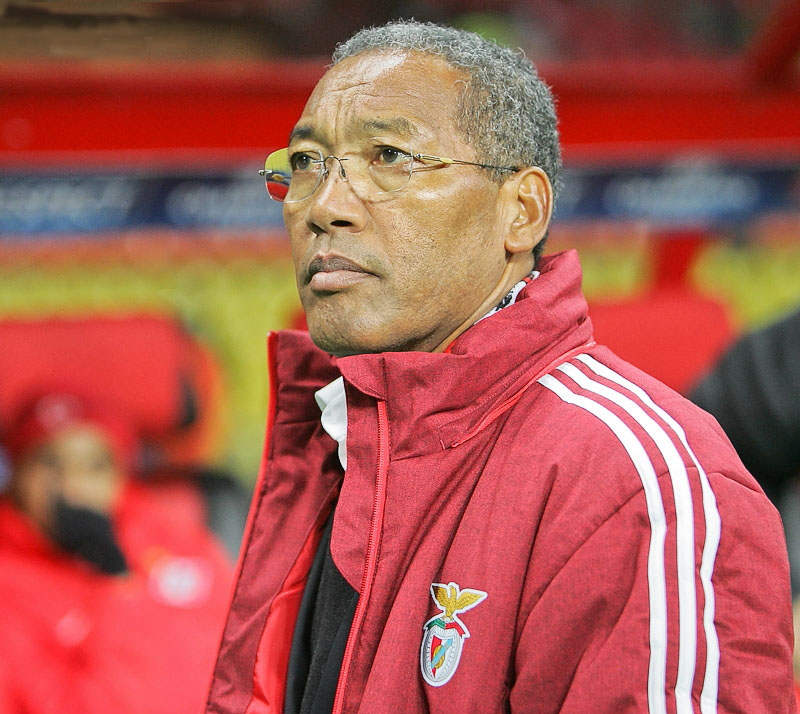
셰우 한 (2012년)

셰우 한(포르투갈어: Shéu Han, 1953년 8월 3일)은 셰우(포르투갈어: Shéu)라고도 알려진, 중앙 미드필더로 뛰었던 포르투갈의 은퇴한 축구 선수이다.
그는 17년간의 프로 생활 동안 SL 벤피카만을 대표하였다. 그는 또한 1999년에 그들의 감독 대행으로 일하기도 했다.

## 클럽 경력
중국계 혈통을 가진 셰우는 포르투갈령 모잠비크 이나소로에서 태어났다. 1970년 포르투갈에 입단한 그는 SL 벤피카의 유소년팀에 입단해 1972년 10월 1군 데뷔전을 치렀으나 3시즌 만에 주전이 됐다.
셰우는 리스본에서 선수 생활을 마칠 때까지 머물렀으며, 1987년부터 1988년까지 주장을 맡기도 했다. 그는 9번의 프리메이라리가 우승과 6번의 국내 컵 우승의 주역이 되었다.